# Ugo Pietro Spinola
Ugo Pietro Spinola, italijani rimskokatoliški duhovnik, škof in kardinal, * 29. junij 1791, Genova, † 2. januar 1858.

## Življenjepis
23. decembra 1815 je prejel duhovniško posvečenje. 
2. oktobra 1826 je bil imenovan za naslovnega nadškofa Teb in 12. novembra istega leta je prejel škofovsko posvečenje. Čez dva dni je bil imenovan za apostolskega nuncija v Avstriji.
30. septembra 1831 je bil imenovan za kardinala in pectore. Naslednje leto je postal uradnik Rimske kurije.
2. julija 1832 je bil razglašen za kardinal-duhovnika pri Ss. Silvestro e Martino ai Monti.